# Лос-Анджелес Чарджерс
«Лос-А́нджелес Ча́рджерс» (англ. Los Angeles Chargers) — профессиональный клуб по американскому футболу, базирующийся в Лос-Анджелесе, Калифорния. Команда была основана в августе 1959 года как один из членов Американской футбольной лиги и выступала в ней с 1960 по 1969 год. С момента слияния АФЛ и НФЛ в 1970 году входит в состав Западного дивизиона Американской футбольной конференции. С 1961 по 2016 год клуб базировался в Сан-Диего.
С 2020 года домашние матчи «Чарджерс» проходят на «SoFi-стэдиум» в Инглвуде. Арену команда делит с клубом «Лос-Анджелес Рэмс». Штаб-квартира клуба находится в городе Коста-Меса.
За время выступления в Американской футбольной лиге команда один раз, в сезоне 1963 года, выиграла чемпионский титул. После слияния АФЛ и НФЛ «Чарджерс» один раз стали победителями Американской футбольной конференции и вышли в Супербоул XXIX, где проиграли «Сан-Франциско». Победителем дивизиона команда становилась пятнадцать раз в своей истории.

## История

### 1959—1973: Первые годы в АФЛ и объединённой лиге
Команда была основана 14 августа 1959 года, когда права на одну из семи первоначальных франшиз только что созданной Американской футбольной лиги получил сын основателя сети отелей Hilton Конрада Хилтона и бизнесмен Баррон Хилтон. Название «Чарджерс» команде подобрал генеральный менеджер Фрэнк Лихи, что одобрил и сам владелец: «Мне понравилось, потому что они кричали 'заряжайте' и трубили в горн на стадионе Доджер и на играх университета Южной Калифорнии». Выступления в чемпионате «Чарджерс» начали в 1960 году и в первый же сезон выиграли свой дивизион. Однако, интерес зрителей к команде оставался невысоким и команде было трудно бороться с за зрителя «Лос-Анджелес Рэмс», с которыми делили Мемориальный колизей Лос-Анджелеса. Всего через год Хилтон перевёз команду в Сан-Диего, власти которого расширили местный стадион Бальбоа до 30 тыс. мест.
Под руководством главного тренера Сида Гиллмана «Чарджерс» были одним из ведущих клубов АФЛ, в течение первых шести сезонов существования лиги пять раз одержав победу в дивизионе. В сезоне 1963 года команда выиграла финальный матч у «Бостон Пэтриотс» со счётом 51:10, завоевав единственный по состоянию на 2020 год чемпионский титул в своей истории. Среди лидеров «Чарджерс» той эпохи были будущие члены Зала славы профессионального футбола принимающий Лэнс Олворт и тэкл Рон Микс. Гиллман тренировал команду до 1969 года, покинув свой пост из-за ухудшения здоровья.
Тренером команды все десять лет её игры в АФЛ был Сид Гиллман, a Hall of Famer который получил признание в качестве новатора в области наступления. Первые годы AFL Сан-Диего Чарджерс были отмечены выдающейся игрой уайд-ресивера Ланса «Бэмби» Алворта, который за 11 сезонов АФЛ и НФЛ добился 543 принятых пасов на расстоянии в 10266 ярдов и установил профессиональный рекорд по количеству матчей с принятыми пасами (96) за свою карьеру.
С такими игроками, как Алворт, Пол Лоу, Кейт Линкольн и Джон Хэдл, калифорнийцы выигрывали свой дивизион в пяти из шести первых сезонов и в 1961 году добились титула чемпиона АФЛ, одолев Бостон Пэтриотс со счётом 51-10 s. Они также отлично играли в защите, о чём свидетельствует их профессиональный футбольный рекорд в виде 49 перехватов передач в 1961 году, а также получивший от АФЛ титул новичка года в обороне Эрл Фэйсон. Звёздная оборонительная линия «Чарджерс», усиленная Фэйсоном и Эрни Ладдом, получила прозвище «Ужасающая четвёрка».
В 1970 году после объединения АФЛ и НФЛ команда перешла в западный дивизион АФК. Но к тому времени для калифорнийцев наступили тяжелые времена: вернувшийся в Сан-Диего уже в качестве генерального менеджера Гиллман ушёл в отставку в 1971 году, а многие игроки эпохи 1960-х годов вышли на пенсию либо перешли в другие клубы по обмену. «Чарджерс» приобрели на более поздних этапах карьеры таких опытных игроков, как Дикон Джонс и Джонни Юнитас; и команда с 1970 по 1978 год занимала третье или четвёртое место в АФК Запад. В сезоне 1973 года «батарейки» оказались замешаны в первый крупный скандал с участием наркотиков в истории НФЛ. Однако в том же году квотербек-новичок из университета Орегона Дэн Фаутс послужил катализатором будущего возвращения «Чарджерс» к известности в 1970-х годах.

### 1978—1988: Эра Дона Кориэлла и дальнейший коллапс

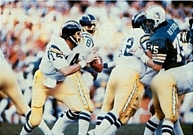
Дэн Фаутс добился вместе с «Чарджерс» нескольких выходов плей-офф, в 1981 году дивизионная игра АФК запомнилась как «Эпик в Майами».

В 1978 году главным тренером стал Дон Кориэлл, остававшийся на своём посту вплоть до 1986 год. Он разработал оборонительную схему и философию, известную как Эйр Кориэлл, «нападение Кориэлла» или «вертикальное нападение». С квотербеком Дэном Фаутсом нападение команды было одним из величайших и самых захватывающих в истории пасового нападения, установившим ряд рекордов лиг и индивидуальных рекордов. «Чарджерс» лидировали в лиге по пасовым ярдам, что стало рекордом НФЛ шесть лет подряд с 1978 по 1983 год и в 1985 году. Они также лидировали в лиге по общему количеству ярдов в нападении в 1978-83 и 1985 годах, ресивер Чарли Джойнер и тайтенд Келлен Уинслоу провели в это время лучшие годы, и все они за исключением Кориэлла в будущем вошли в Зал славы профессионального футбола. «Чарджерс» четыре раза подряд выходили в плей-офф (1979—1982) и трижды становились чемпионами западного дивизиона AFC (1979-81), но им так и не удалось дойти до Суперкубка, на пути к которому были пережиты поражения в чемпионской игре АФК 1980 и 1981 года.
С 1983 по 1991 год команде не удавалось пробиться в плей-офф. В 1984 году в рамках подготовки к продаже команды Кляйн урезал зарплату и избавился от ряда игроков, включая защитников Джонсона и Келчера (перешли в «Сан-Франциско», в составе которого сыграли в Супербоул XIX). 1 августа предприниматель Алекс Спанос приобрёл за 48,3 млн долл. 60 % акций «Сан-Диего Чарджерс», в ближайшие 10 лет через сделки с миноритариями он довёл свою долю до 97 %. Оставшимися 3 % до своей смерти в 2016 и 2020 годах владели ресторатор из Сан-Диего Джордж Перникано и общественный деятель Билл Фокс. К 2021 году структура собственности команды выглядела следующим образом: четверым братьям и сестрам Спанос принадлежат по 15 %, их трастовому фонду — 36 % франшизы.

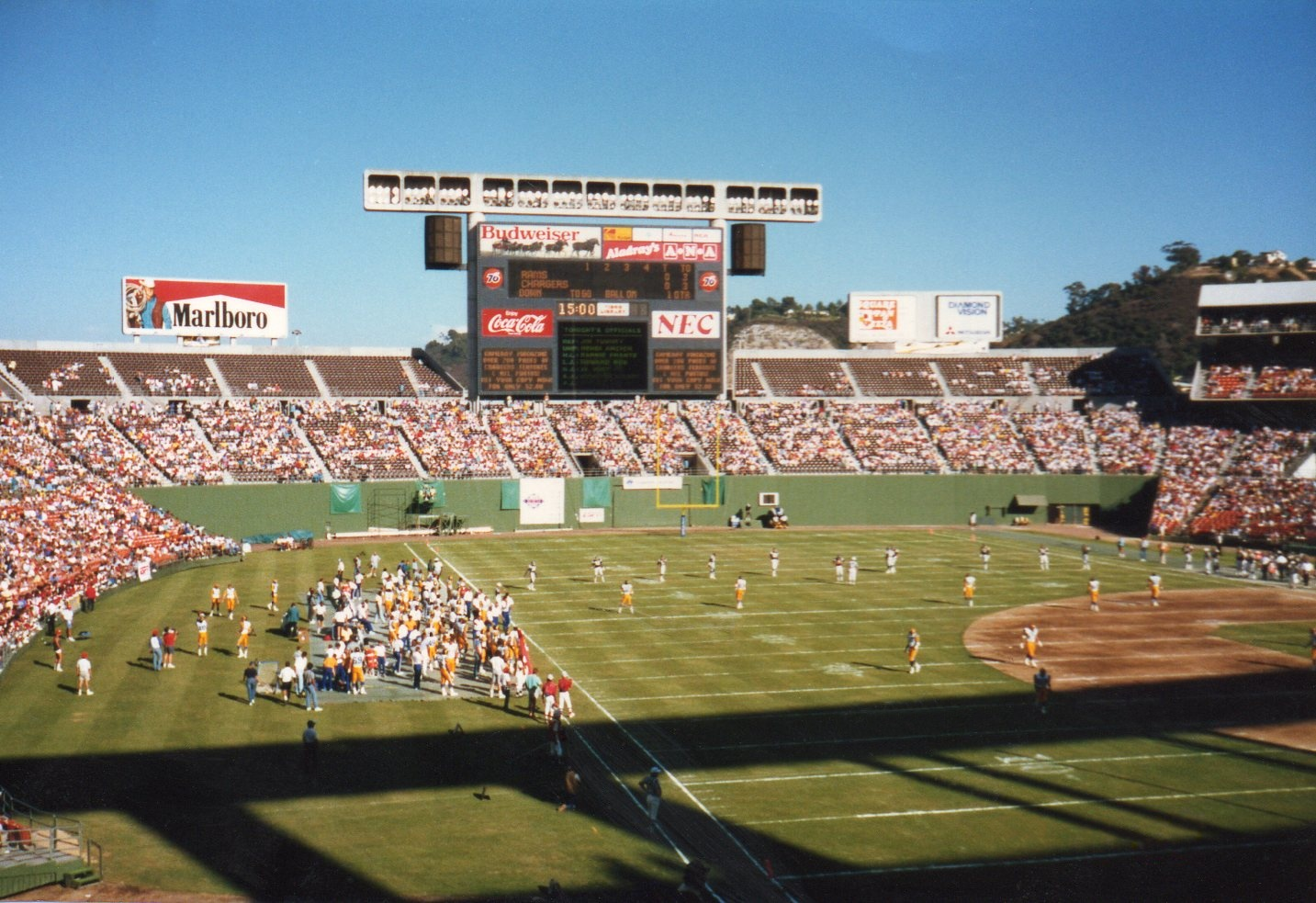
Предсезонная игра «Чарджерс» на Джэк Мёрфи Стэдиум в 1987 году.

В середине сезона 1986 года седьмым по счёту тренером команды стал Эл Саундерс. В 1988 году стан «батареек» покинул отдавший им 15 лет своей карьеры Фаутс, установивший семь рекордом НФЛ и 42 клубных рекорда и ставший с 43 040 ярдами вторым по результативности распасовщиком НФЛ за всю историю. Номер игрока (14) был изъят в перерыве между таймами проходившей в Сан-Диего игры «День Дэна Фаутса».

### 1989—1994: Супербоул
В 1989 году восьмым по счёту главным тренером стал бывший квотербек «Чарджерс», а также помощник главного тренера «Вашингтон Редскинз» и главный тренер «Атланта Фэлконс» Дэн Хеннинг. Раннинг-бек первого года Мэрион Баттс в победном матче с «Канзас-Сити Чифс» (20-13) установил командный рекорд с 39 передачами и 176 ярдами пробега. По итогу сезона «Чарджерс» заняли последнее место в дивизионе с результатом 6-10. Стив Ортмайер покинул занимавшийся им три года пост директора по футбольным операциям, который получил Бобби Битхард.. В следующем сезоне команда повторит этот результат, а в 1991 году займёт пятое место в дивизионе с результатом 4-12.
В 1992 году главным тренером стал Бобби Росс, а «Чарджерс» в рамках обмена приобрели у «Вашингтона» квотербека Стэна Хэмфриса. Команда проиграет свои первые четыре игры и станет первой в истории НФЛ, которой с таким результатом удалось выйти в плей-офф. Они сумели выиграть в 11 из 12 последующих игр и завоевали титул чемпиона западного дивизиона АФК, Росс был признан тренером года НФЛ. В первом раунде плей-офф «батарейки» одолели «Канзас Сити-Чифс» со счётом 17-0, но в дивизионном плей-офф уступили «Майами» (31-0).
С 1993 года оперативным управлением командой занимался средний сын Алекса Спаноса — Дин Спанос. В 1993 году «Чарджерс» закончили сезон с результатом 8-8 и на четвёртой позиции в своём дивизионе.
В сезоне 1994 года команда завершила сезон с результатом 11-5 и в качестве чемпиона АФК Запад. В серии плей-офф были повержены «Майами Долфинс» (22-21) и «Питтсбург Стиллерз» (17-13), после чего команда впервые в своей истории приняла участие в Супербоул. Их соперниками выступили земляки из Калифорнии в лице «Сан-Франциско-49», которые в напряжённой борьбе смогли их одолеть со счётом 49-26.
Несмотря на поражение Битхард, выменявший или приобретший через драфт большую часть ростера «Чарджерс» и взявший главным тренером Росса, был назван журналом «Sports Illustrated» самым умным человеком в НФЛ. Также он стал единственным генеральным менеджером в истории американского футбола, кому удалось вывести в Супербоул три разные команды («Вашингтон Редскинз», «Майами Долфинс» и «Сан-Диего Чарджерс»).

### 1995—2001
Следующий год не принес «батарейкам» такого же успеха, но команде все же удалось попасть в плей-офф с победной серией из пяти игр и закончить сезон со счетом 9-7 на втором месте в дивизионе. Однако в первом раунде калифорнийцы были выбиты «Индианаполис Колтс» (35-20) .
В 1996 году раннинг-бек Родни Калвер со своей женой Карен погиб в авиакатастрофе ValuJet Flight 592 во Флориде. Калвер стал вторым игроком в истории команды, который умер во время нахождения в активном составе после того, как 11 месяцами ранее Дэвид Григгс погиб в автокатастрофе в Дэйви, штат Флорида. Команда окончила сезон на третьем месте в западном дивизионе с восемь победами и поражениями.
В 1997 году Росс и Битхард поссорились, в результате чего Росс и его сотрудники покинули команду «Чарджерс» выбрали своим новым главным тренером Кевина Гилбрайда предыдущие команды окторого «Джексонвилл Джагуарс» и «Ойлерс» отличались более открытой атакой в пас. Тем самым калифорнийцы могли претерпеть серьёзное изменение в стиле атаки по сравнению с наземной игрой Росса с упором на контроль мяча. Тем не менее, в том году «Чарджерс» изо всех сил пытались защитить пас, в результате чего Хамфрис получил несколько сотрясений мозга и выбыл из игры. Калифорнийцы окончили сезона на последней месте в дивизионе с результатом 4-12.
После того, как «Индианаполис Кольтс» на драфте НФЛ 1998 года выбрали Пейтона Мэннинга, Битхард остановил свой выбор на квотербеке Райане Лифе . "Чарджерс"обменялись с «Кэрдиналс» несколькими игроками и правом выбора драфта, чтобы перейти ко второму пику и выбрать Лифа. В 1998 году «Чарджерс» завершили сезон с результатом 5-11, заняв последнее место в дивизионе. Защитник Родни Харрисон говорил: «Если бы мне пришлось прожить ещё один такой год, я бы, наверное, бросил играть».

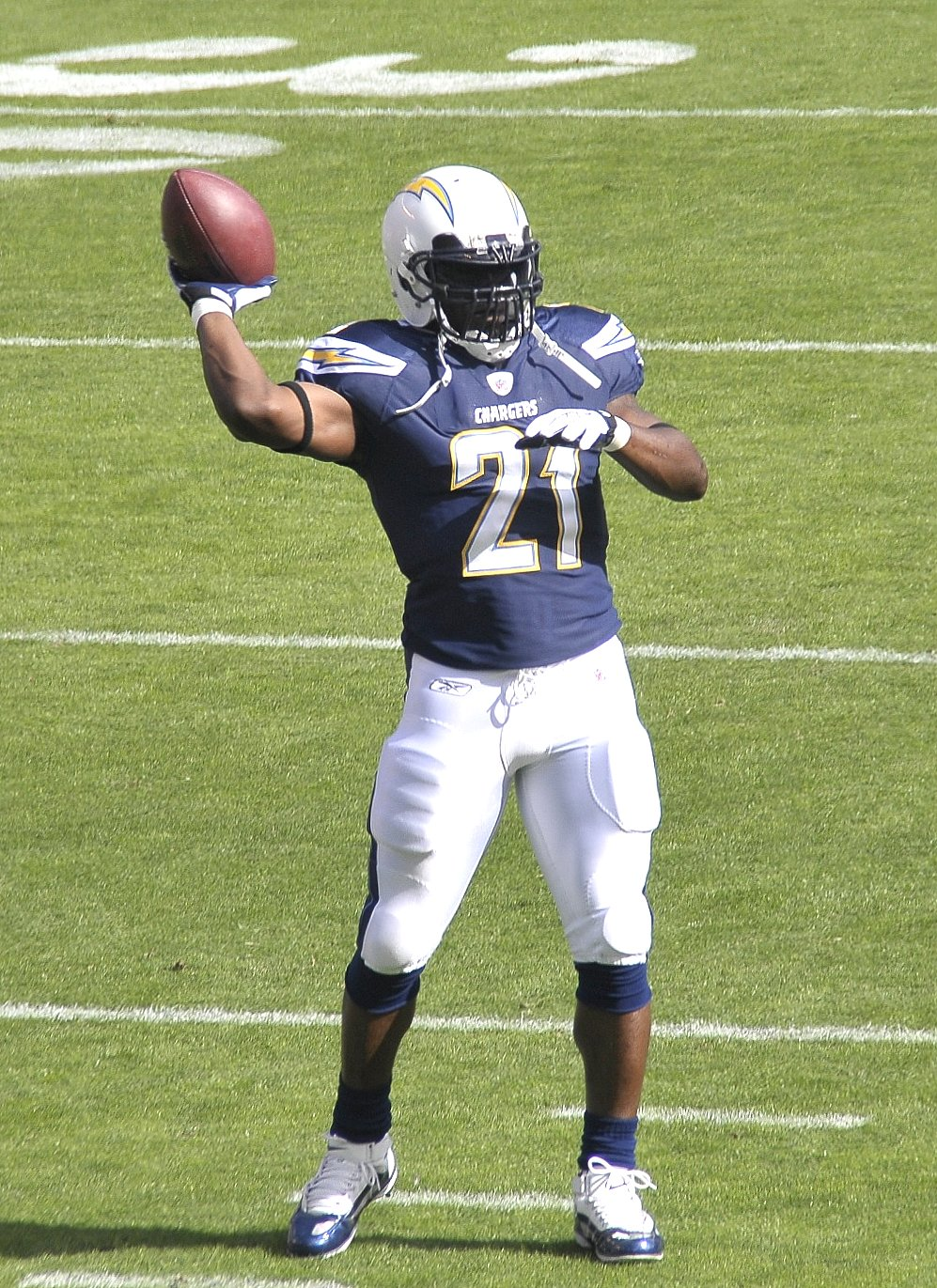
Выбранный командой в драфте 2001 года раннинг-бек ЛаДайниан Томлинсон, ставший их бессменным лидером.

Гилбрайд был заменен временным главным тренером члена управленческого персонала Джуну Джонсу, который после окончания сезона стал главным тренером футбольной команды Гавайского университета. Его наследником стал бывший главный тренер яутбольной команды университета штата Орген Майк Райли. Из-за плохой игры и частых конфликтов с руководством «Чарджерс», прессой и товарищами по команде Лиф после окончания сезона 2000 года покинул команду, перейдя в «Тампа-Бэй Бакканирс» и завершил карьеру в НФЛ через 2 года. Возможно он стал самым крупным провалом драфта в истории НФЛ, а его неспособность удовлетворить видение команды была воспринята как чёрная метка для всей франшизы. В ходе драфта 2000 года «Балтимор Рейвенс» уступили калифорнийцам квотербека Джима Харбо в обмен на право условного выбора, сам игрок в дальнейшем стал стартовым квотербеком «Чарджерс». В апреле 2000 года Битхард вышел на пенсию, в январе следующего года его заменил бывший генеральный менеджер «Баффало Биллс» Джоном Батлером. Gj bnjue ctpjyf 2000 года команда заняла последнее место в дивизионе с разгромным результатом 1-15
В 2001 году бывший главный тренер «Вашингтон Рэдскинз» Норв Тернер стал координатором атаки, ранее занимаясь аналогичным в «Даллас Ковбойз» при главном тренере Джимми Джонсоне.. Калифорнийцы подписали в качестве свободного агента победителя приза Хайсмана и бывшего квотербека «Биллс» Дуга Флутти, а также отдали «Фэлконс» первое место в общем выборе команды на драфте НФЛ 2001 года в обмен на 5-е место их выбора в первом раунде (5-е место) и выбора в третьем раунде. Во втором раунде команда получила уайд-ресивера и кик-ретурнера Тима Дуайта и право выбора Атланты во втором раунде драфта НФЛ 2002, который калифорнийцы использовали в драфте 2001 года для получения раннинг-бек из Техасского христианского университета ЛаДайниан Томлинсон. Право на первый выбор во втором раунде был использован для подписания квотербека Университета Пердью Дрю Бриса. Команда снова окончила сезон на последнем месте, но уже с результатом 5-11.

### 2002—2005: Эра Марти Шоттенхаймера

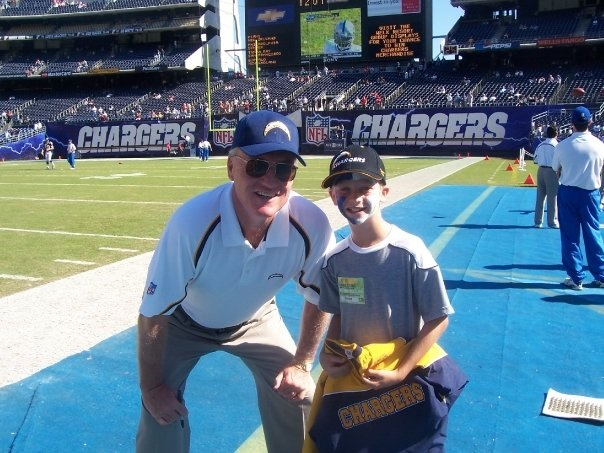
Марти Шоттенхаймер и юный поклонник «Чарджерс», 2006 год.

С новым тренером в лице Марти Шоттенхаймера «батарейки» начали сезон 2002 года с четырёх побед, что случилось впервые в истории команды. Но в итоге сезон был завершён с восемью победами и поражениями, что вылилось в третье местом в родном дивизионе.
Сезон 2003 года был начат с пяти поражений, итоговым результатом стали 4-12 и последнее место в дивизионе. В сезоны с 1996 по 2003 год «Чарджерс» имели финальный результат .500 или хуже.
Изначальным выбором «Чарджерс» в первом раунде драфта 2004 года был Илай Мэннинг, который также был первым общим выбором драфта. Однако после того, как он перед мероприятием сообщил о нежелании подписывать контракт с командой из Сан-Диего, «Чарджерс» выбрали Филипп Риверс, который был обменян на Мэннинга при участии «Нью-Йорк Джайентс». Риверс вместе с коллегами по квотербекскому ремеслу Беном Ротлисбергером, Илаем Мэннингом и Мэттом Шаубом сравнивался с классом квотербеков 1983 года, куда входили лауреаты Зала Славы Джон Элвей, Джим Келли и Дэн Марино.
В сезоне 2004 года «Чарджерс» стали победителями западного дивизиона АФК, но уступили в раунде уайлд-кард «Нью-Йорк Джетс» (20-17). Марти стал тренером года по версии НФЛ, а Филипп Риверс — обладателем Pro Bowl. He was named 2004 NFL Comeback Player of the Year.
Сезон 2005 года команда завершила с рекордным результатом 9-7 и третьим местом в родном дивизионе, лишившим их права на участие в плей-офф.

### 2006—2009

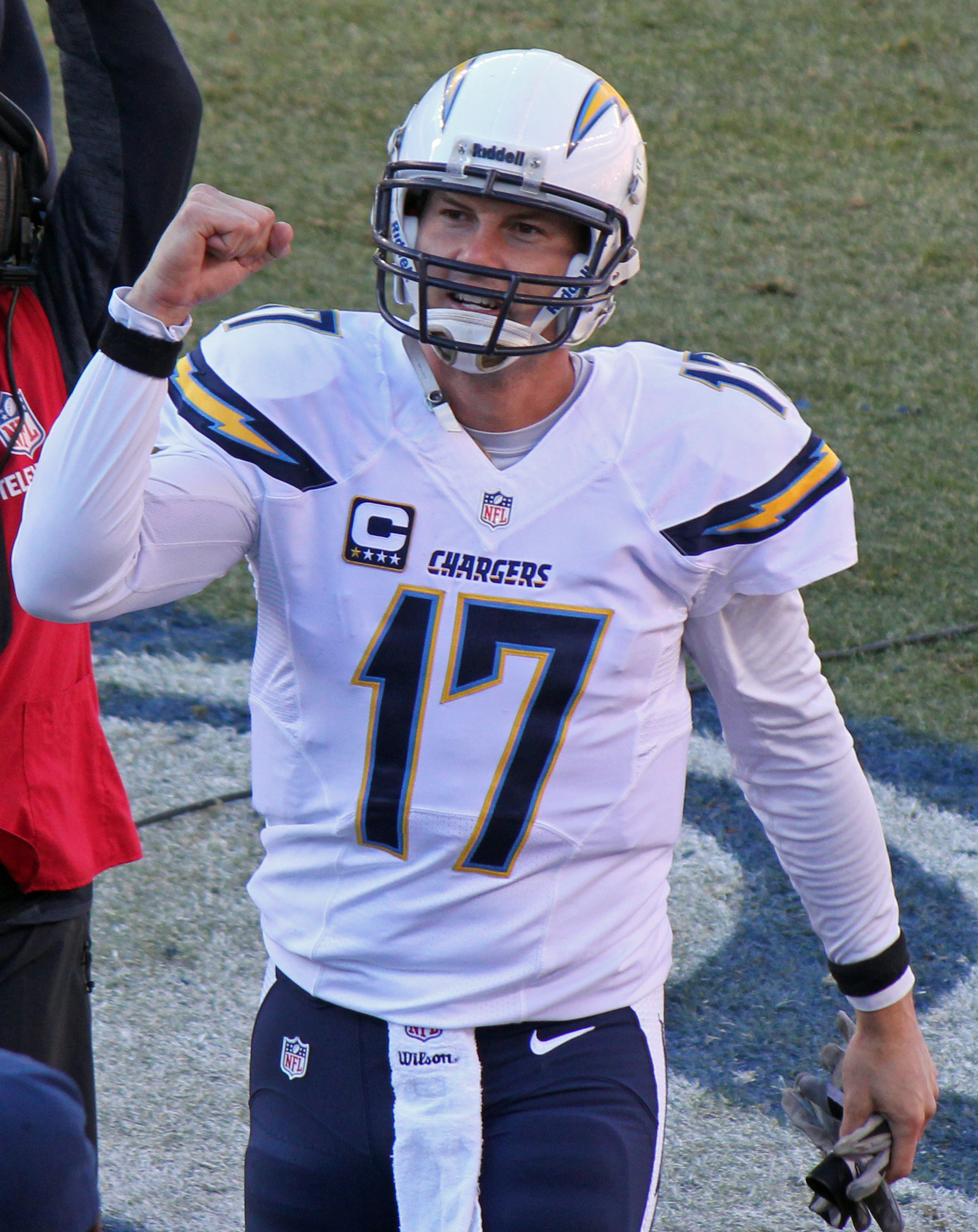
Филипп Риверс, бывший квотербеком команды с 2006 по 2019 год.

В сезоне 2006 года команда продемонстрировала впечатляющий результат: из шестнадцати игр проигрыши были лишь «Балтимор Рейвенс» и «Канзас-Сити Чифс», благодаря чему «Чарджерс» вышли в плей-офф с первого места в АФК, но в дивизионном раунде проиграли «Нью-Ингленд Пэтриотс» (24-21). Со следующего сезона новы тренером стал Норв Тёрнер.
Следующий год был завершён с результатом 11-5. В серии плей-офф были побеждены Теннеси Тайтанс (уайлд-кард, 6-17) и действующий чемпион «Индианаполис Колтс» (дивизионная игра, 28-24), но в чемпионском раунде АФК уроженцы Калифорнии снова проиграли «Пэтриотс» (12-21).
В сезоне 2008 года команда допустила 8 побед и 8 поражений, но из-за тогдашней слабости западного дивизиона АФК её единственным достижением стало звание победителя дивизиона и выход в плей-офф. Победив «Колтс» в раунде уайлд-кард, в дивизионном раунде «Чарджерс» уступили «Питтсбург Стилерз».
Сезон 2009 года команда из Сан-Диего начала с 2-3, после чего начали беспроигрышную серию из 11 игр в которой победили все команды восточного дивизиона НФК. «Чарджерс» снова стали победителями родного дивизиона и получили второй посев в АФК. В дивизионной игре плей-офф соперниками команды стали «Нью-Йорк Джетс», благодаря крепкой обороне сумевший выиграть матч со счётом 17-14.

### 2010—2012: Конец эры Норва Тёрнера и А. Дж. Смит
Сезон 2010 года был первым с 2000 года, когда с командой не играл ЛаДайниан Томлинсон (был уволен менеджментом из-за слишком большого контракта, в «Нью-Йорк Джетс» продолжил демонстрировать высокие показатели игры). Первая часть завершилась с плачевным из-за смены состава и ошибок молодых игроков результатом 2-5, ряд поражений калифорнийцы потерпели от слабейших команд вроде «Канзас-Сити Чифс», «Окленд Райдерс» (первый проигрыш с 2003 года, завершивший серию из 13 побед), «Сент-Луис Рэмс» и «Сиэтл Сихокс». Вторую половину команда завершила с 7-2, финальные 9-7, второе место в дивизионе и восьмое в общекомандном зачёте НФЛ всё-таки не позволили «батарейкам» участвовать в плей-офф впервые с 2005 года (аналогичный случай был только с «Филадельфия Иглз» в 1953 году, завершившим сезон с 7-4-1). При этом Филипп Риверс, Майк Толберт и Шон Филипс провели прекрасный сезон.
Сезон 2011 года был начат с 4-1, после чего началась серия из шести поражений. Финишировав с 8-8, батарейки претендовали на чемпионство в АФК Запад вместе с добившимися таких-же результатов «Денвером» и «Оклендом», но уступили жителям Колорадо и обошли соседей по Калифорнии по дополнительным показателям. После третьего по счёту невыхода в плей-офф был уволен работавший с 2003 года генеральный менеджер Альберт Дж. Смит и главный тренер Норв Тёрнер.

### 2013—2016: Эра Майка Маккоя и последние годы в Сан-Диего
В межсезонье команда пережила кадровые перестановки: генеральным менеджером стал бывший вице-президент по футбольным операциям «Индианаполис Колтс» Том Телеско, главным тренером — бывший координатор защиты «Денвер Бронкос» Майка МакКоя, а координатором защиты — Кен Вайзенхант.
«Чарджерс» завершили сезон 2013 года 9-7 и впервые с 2009 года вышли в плей-офф с шестого посева. 5 января 2014 года «Чарджерс» обыграли «Цинциннати Бенгалс» (27-10) и прошли в раунд плей-офф дивизиона AFC, где проиграли «Денвер Бронкос» (24-17).
После сильного начала первой половины сезона 2014 года 5-3, «Чарджерс» столкнулись с чередой травм ключевых игроков и в конечном итоге закончили сезон со счетом 9-7. Это был их худший результат внутри дивизиона с 2003 года, также команда пропускала плей-офф в четвёртый раз за пять сезонов.
В течение сезона «Чарджерс», «Сент-Луис Рэмс» и «Окленд Райдерс» намекали на возможность подачи заявки на переезд в Лос-Анджелес в конце сезона. В декабре 2014 года «Чарджерс» объявили, что не будут стремиться к переезду на будущий сезон, после чего НФЛ сообщила, что ни одна команда не переедет в Лос-Анджелес раньше сезона 2016 года
В межсезонье 2015 года возникли споры, поскольку адвокат и представитель команды Марк Фабиани постоянно критиковал позицию властей Сан-Диего по переговорам о замене стадиона Qualcomm. Когда в январе 2015 года владелец «Сэнт-Луис Рэмс» Стэн Кронке объявил о своем намерении построить новый стадион в Инглвуде, «батарейки» почувствовали угрозу собственному плану возвращения в Лос-Анджелес для сохранения «25 процентов своей фан-базы» в самом городе и округе Оранж. В феврале команда предложила построить стадион в Карсонев партнерстве с о своими заклятыми соперниками в западном дивизионе АФК «Райдерс».
Сезон 2015 года начался со стартового результата 2-2, после которого «Чарджерс» проиграли следующие шесть игр, среди которых были матчи с соперниками по дивизиону в лице «Окленд Рэйдерс» и «Канзас Сити Чифс». По итогу сезона команда имела рещультат 4-12, заняла последнее место в родном дивизионе. К 2015 году стоимость франшизы оценивалась в 995 млн долл.
На следующий день после завершения регулярного сезона 2015 года «Чарджерс», «Рэмс» и «Райдерс» подали заявку на переезд в Лос-Анджелес. 12 января 2016 года владельцы НФЛ в соотношении 30 против 2 разрешение «Рэмс» вернуться в Лос-Анджелес и одобрили проект их стадиона Инглвуд, «Чарджерс» сроком на один год было дано разрешение на переезд при условии заключения договора аренды или соглашения о сотрудничестве с «Рэмс» в строительстве нового стадиона.
14 января 2016 года в целях управления и маркетинга профессиональной футбольной франшизы команда подала документы для официальной защиты товарного знака термина «Los Angeles Chargers», 29 января 2016 года «Чарджерс» и "Рэмс"достигли принципиального соглашения о совместном использовании запланированного к строительству SoFi-стэдиум. Обе команды обязались внести ссуду на стадион от НФЛ в размере 200 миллионов долларов и лицензионные сборы за личные места для покрытия расходов на строительство, а также платить по доллару в год в качестве арендной платы контролирующей организации StadCo LA, LLC. «Чарджерс» продолжили предварительную работу над инициативой голосования для утверждения общественностью нового объекта. 8 ноября 2016 года мера C была отклонена (57 % против более 43 %). 14 декабря 2016 года на собрании владельцев были одобрены условия договора аренды и потолок долга двух команд, что сделало первые шаги для возможного переезда в Лос-Анджелес в 2017 году. Примерно в это же время, «Райдерс» объявили о переезде в Лас-Вегас с сезона 2020 года.

### С 2017 года по настоящее время: возвращение в Лос-Анджелес

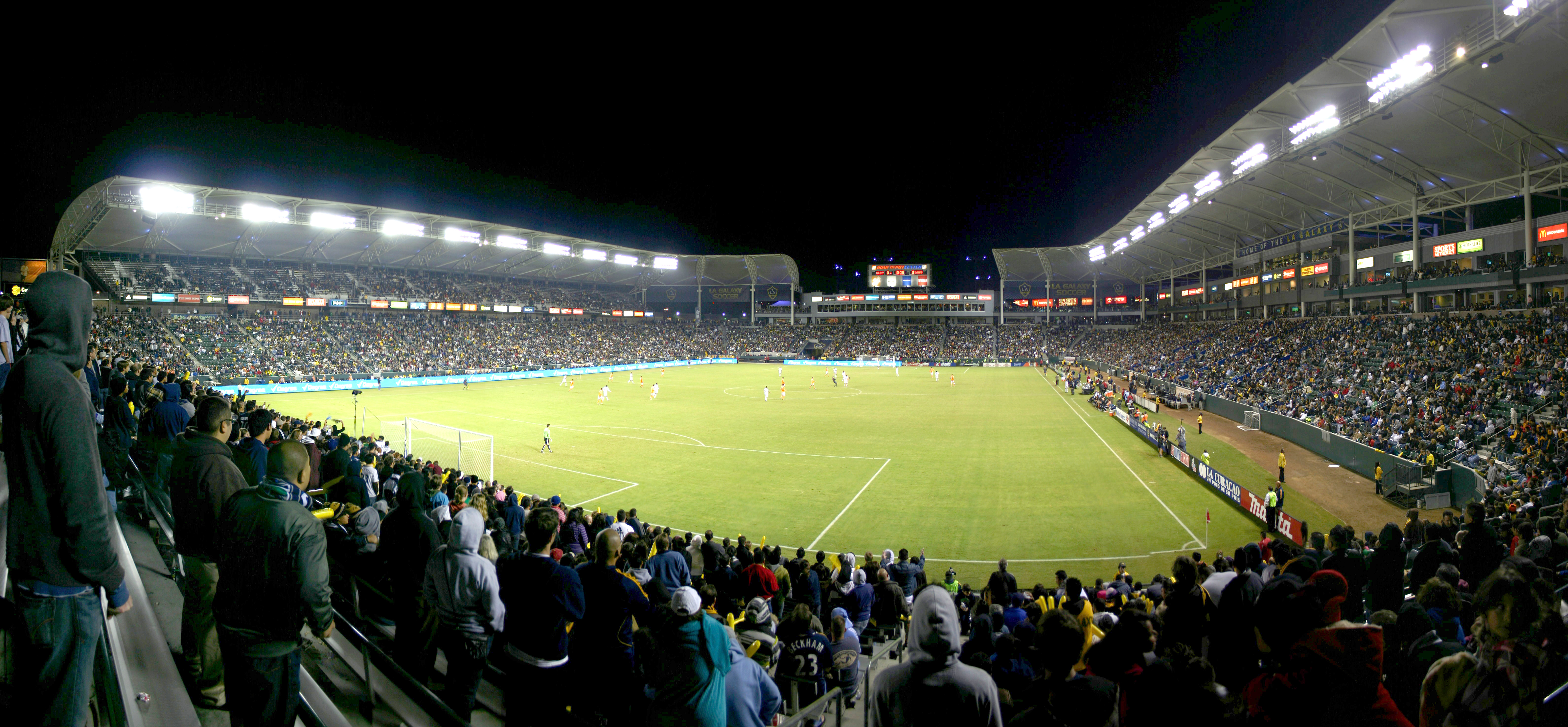
Стадион «Стабхаб-сентер» служил домом для команды с 2017 по 2019 год.

Двенадцатого января 2017 года на сайте города Сан-Диего было опубликовано письмо владельца клуба Дина Спаноса о возвращении команды на историческую родину. Было объявлено, что с сезона 2017 года команда будет играть на стадионе «Стабхаб-сентер» в Карсоне, хотя вместимость стадиона была значительно ниже минимума в 50 тысяч зрителей, который НФЛ установила даже для временных домашних арен после 1970 года. «Чарджерс» вместе с «Лос-Анджелес Клипперс» являются двумя профессиональными спортивными командами, которые переехали из Сан-Диего в Лос-Анджелес.
Событие вызвало противоречивую реакцию в СМИ. Журналист газеты Los Angeles Times Билл Плашке в своей колонке написал, что «Чарджерс» не являются даже второй командой в городе после «Рэмс». Во время матча НБА между «Клипперс» и «Лейкерс» появление логотипа «Чарджерс» на табло было освистано болельщиками. Тринадцатого января «Чарджерс» уволили координатора защиты Джона Пагано, работавшего в структуре клуба с 2002 года Вакантное место главного тренера занял Энтони Линн, ранее работавший координатором нападения в «Баффало Биллс» и заслуживший репутацию гуру выносной игры. Через неделю после объявления о переезде журналисты ESPN Адам Шефтер и Крис Мортенсен сообщили, что владельцы других команд НФЛ и руководство лиги были возмущены этим решением.
Первую домашнюю игру «Чарджерс» в регулярном чемпионате посетило чуть более 25 тысяч зрителей. В прессе отметили высокий уровень поддержки трибун, причём значительная их часть была заполнена болельщиками гостей. Матч завершился поражением команды от «Майами Долфинс» со счётом 17:19, кикер Ку Ёнгху не смог реализовать филд-гол в концовке. Несколько игроков «Чарджерс» при этом отметили, что даже такая поддержка более приятна, чем не до конца заполненные трибуны в последние годы выступлений в Сан-Диего Клуб не сумел обеспечить аншлаг на своём первом домашнем матче, хотя вместимость арены составляла менее половины от средней по лиге. В НФЛ признали проблему с посещаемостью игр «Чарджерс» в Лос-Анджелесе, которая, к тому же, усугубилась двумя поражениями на старте сезона. Обсуждаемый при этом сценарий с обратным переездом был назван нереалистичным. Для этого Дину Спаносу пришлось бы продать клуб, что не входило в его планы, а новому владельцу пришлось бы дополнительно финансировать строительство нового стадиона в городе. В октябре, когда команда проиграла уже четыре матча подряд, представители лиги ещё раз акцентировали внимание на том, что вариант возвращения Чарджерс не рассматривается, сделав оговорку, что всё может измениться только по итогам голосования владельцев других франшиз. Помимо отсутствия приемлемого стадиона в Сан-Диего препятствием к этому были и значительные финансовые вложения в подготовку тренировочного центра в Лос-Анджелесе и оформление стадиона Проблемы с посещаемостью домашних игр «Чарджерс» продолжились и во второй сезон после переезда. Так, на первом домашнем матче в 2018 году большая часть трибун была заполнена болельщиками «Канзас-Сити Чифс». В USA Today даже назвали игру «домашней для соперника». Сложившаяся ситуация привела к тому, что в октябре 2018 года организация приняла решение пересмотреть план по доходам и сократить его с 400 до 150 млн долларов. Тогда же было объявлено о снижении стоимости билетов на новый стадион, который должен был открыться в 2020 году. В декабре 2018 года обозреватель Los Angeles Times Дилан Эрнандес задался вопросом: придут ли люди на парад «Чарджерс» в случае победы в Супербоуле. Однако, в той же статье он отмечал, что две последние домашние игры против «Аризоны» и «Цинциннати» были похожи на матчи команды времён пребывания в Сан-Диего.
После окончания сезона 2019 года в «Чарджерс» завершилась эра Филиппа Риверса. Квотербек, проведший в команде шестнадцать сезонов, покинул её в статусе свободного агента. После его ухода основным квотербеком команды стал Тайрод Тейлор. В прессе его рассматривали как краткосрочное решение в случае выбора нового квотербека на драфте, где клуб располагал общим шестым пиком. Другой альтернативой называлось подписание на эту позицию кого-либо из свободных агентов, в числе которых упоминался и Том Брэди. В апреле на драфте «Чарджерс» выбрали выпускника Орегонского университета Джастина Херберта.
Сезон 2020 года команда завершила с результатом 7-9 и третьем местом в родном дивизионе, лишившись шансов на выход в плей-офф ещё после поражения от «Пэтриотс» на 13-й неделе. 4 января 2021 года было объявлено об увольнении главного тренера Энтони Линна.
В апреле 2021 года Деа Спанос подала в суд на своего брата Дина с целью принудить его продать команду, отмечая что из-за наличия связанных с «Чарджерс» долгов их трастовый фонд не может выплачивать благотворительные взносы. Оставшиеся братья и сёстры поддержали Дина и выразили готовность выкупить долю Деи.

## Логотипы и форма

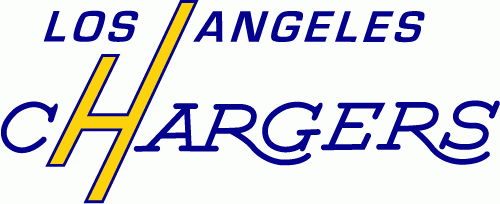
Логотип «Чарджерс» 1960 года.

За исключением цветовый изменений, команда с момента своего дебюта использует логотип в виде головы лошади, дугообразной молнии и слова «Chargers». С сезона 2018 года команда вернула логотип для игровой формы.
С 1960 по 1973 годы цвета состояли из различных оттенков синего электрика («пудровый» голубой, но технически известный университетский голубой (англ. Collegiate blue)) или белых фуфаек, обе с золотыми молниями на плечах.. Шлемы были белыми и имели как дугообразный логотип в виде молнии, золотого или темно-синего цвета в зависимости от года, так и номер игрока. Сначала команда носила белые штаны, а в 1966 году перешла на золотые. В 1973 году цифры на голубых майках изменились с белых на золотые.
В 1974 году небесно-голубой цвет был изменён на темно-голубой. Шлем также был изменён на этот цвет, а номера игроков были удалены. Кроме того, лицевые маски стали желтыми, что сделало их наряду с Канзас-Сити Чифс одними из первых команд НФЛ, которые для масок не использовали серый цвет. С 1978 по 1983 год Чарджерс носили свои белые футболки дома, что совпало с наймом тренера Дона Кориелла — когда Джо Гиббс, помощник Кориелла в 1979—1980 годах, стал главным тренером Вашингтон Редскинз в 1981 году, он сделал то же самое, и белый цвет футболок на домашних играх стали традицией Редскинз до 2007 годах. Начиная с 1984 года «Чарджерс» в домашних играх начали использовать голубые футболки, за исключением сехона 1991 года и редких домашних игр.
В 1985 году игроки начали носить тёмно-голубые футболки и вернулись к белым штана. В 1988 году начал использоваться ещё более темный оттенок тёмно-синего цвета. Молнии на футболках и шлемах были белыми, с темно-синей внутренней отделкой и золотым контуром; маски стали тёмно-голубые. В 1990 году команда начала носить тёмно-голубые штаны с белыми майками. С 1988 по 1991 год команда размещала на штанах полосы, а не молнии. В 1997 и 2001 годах «Чарджерс» выпускали полностью белые комбинации формы, но затем снова вернулись голубые штаны. 27 октября 2003 года в матче Monday Night Football против "Майами Долфинс"на стадионе Sun Devil «Чарджерс» единственный раз в истории носили полностью тёмную комбинацию формы (тёмно-голубые майки и штаны). С конца 1980-х по 2000 год «Чарджерс» носили белый цвет дома во время некоторых предсезонных игр и темный — во время игр регулярного сезона. В 2001 году команда начала носить тёмную форму на предсезонных играх и белую форму на домашних играх в сентябре из-за жары, прежде чем вернуться к темной расцветке в октябре.
В марте 2007 года на закрытом командном мероприятии был представлен первый с 1988 года редизайн формы, сочетавший старый и новый стили. Тёмно-голубой остается основным цветом для маек при домашних играх, но молния была возвращена к золотому цвету и теперь имеет вышеуказаный контур и внутреннюю отделку пудрово-голубого цвета (отсылка к форме 1960-х годов). Обновленная молния была перенесена на боковые стороны плеч сверху и включает новый шрифт нумерации и текстовый знак белого цвета с золотым контуром и синей внутренней отделкой. У штанов также есть переработанная золотая молния с синей окантовкой на тёмно-синей полосе. Кроме того, команда отдает дань уважения другим особенностям униформы из своей истории, используя металлический белый шлем с темно-синей лицевой маской, недавно обновленный золотой пояс с темно-синей и синей отделкой и белые штаны. Для гостевых игр используются переработанные под новый дизайн белые майки с темно-голубыми штанами, а также альтернативные пудрово-голубые футболки с белыми штанами.
С 2002 по 2006 год «Чарджерс» использовали синюю униформу начала 1960-х годов в качестве альтернативной. С 2007 года команда дважды за сезон носили голубые футболки из альтернативного набора формы, в которых также выходили в матче плей-офф против «Индианаполис Кольтс». В 2009 году в честь своего 50-летнего юбилея в качестве одной из восьми изначальных команд AFL, «Чарджерс» в трех играх носили форму времён 1963 года..
В сезоне 2013 года «Чарджерс» внесли незначительные изменения в свою текущую форму. К ним относятся двухцветная табличка с именем (золотая с синей отделкой на майках при домашних играх и тёмно-синяя с золотой отделкой для игр гостевых, а также белая с темно-синей отделкой на майке из альтернативного варианта формы), соответствующие цвету майки воротники и добавление золотой полосы на носках.

Первый логотип «Чарджерс» в 2017—2019 году.

Когда 12 января 2017 года было объявлено о переезде в Лос-Анджелес, команда представила новый альтернативный логотип, включающий буквы «LA» с молнией. Логотип был немедленно и широко высмеян фанатами, СМИ и даже другими профессиональными спортивными франшизами, отчасти из-за его сходства с логотипом Лос-Анджелес Доджерс. Команда попыталась разрядить конфликт, изменив цветовую схему нового логотипа, прежде чем через два дня полностью отказаться от него.
16 апреля 2019 года команда официально объявила, что с сезона НФЛ 2019 года в качестве основной домашней формыона будет носить пудрово-голубые майки, которые использовались во время первого сезона «Чарджерс» 1960 года в Лос-Анджелесе. Цвет маски менялся с тёмно-синего на золотой, который ранее использовался, когда команда носила свою королевскую синюю форму NFL Color Rush.
24 марта 2020 года команда анонсировала новые логотипы и новую форму для команды. В новых логотипах полностью удален темно-голубой цвет, изменён уменьшающий изгиб двойного пояса и появился новый логотип с порошково-голубым и золотым оттенками и молнией, стреляющей из буквы «A» в слове «Chargers». 21 апреля 2020 года команда представила свою новую форму, в которой имеет номера на шлеме и включает в себя две формы в ярких цветах: похожий на использовавшийся ранее королевский голубой комплект и полностью темно-гоулбой комплект, цвет логотипа на шлеме которого изменён на темно-голубой. Под ребрендинг попали и золотые штаны. Пудрово-голубой также вернулся в качестве основного цвета.
C 1986 по июль 2018 года у команды был неофициальный маскот Болтмэн.

## Команда

### Неиспользуемые номера
В настоящее время «Чарджерс» вывели из обращения следующие номера: № 14 Дэна Фоутса, № 19 Лэнса Алворта, № 21 Ладейниана Томлинсона и № 55 Джуниора Сейо. С 2010 года комитет Зала славы «Чарджерс» оценивал кандидатов на вывод номера через пять лет после окончания выступления игрока в НФЛ, единственным исключением из-за трагических обстоятельств стал Сейо. Комитет состоит из исполнительного вице-президента клуба Алекса Спаноса, директора по связям с общественностью Билла Джонстона, основателя Зала чемпионов Сан-Диего Боба Брайтбарда, а также президентов Спортивной комиссии Сан-Диего и фан-клуба Chargers Backers. Команда крайне редко выводит номера из обращения, как отмечала в 2006 году газета San Diego Union-Tribune, «Чарджерс» склонны бессистемно чтить свое наследие".
| Неиспользумые номера Лос-Анджелес Чарджерс |                     |         |                      |                          |
| No.                                        | Игрок               | Позиция | Годы игры за команду | Дата вывода из обращения |
| 14                                         | Дэн Фоутс           | QB      | 1973-1987            | 1988 год                 |
| 19                                         | Лэнс Алворт         | WR      | 1962-1970            | 20 ноября 2005 года      |
| 21                                         | Ладейниан Томлинсон | RB      | 2001-2009            | 21 ноября 2015 года      |
| 55                                         | Джон Сейо           | LB      | 1990-2002            | 11 мая 2012 года         |

## Радио и телевидение

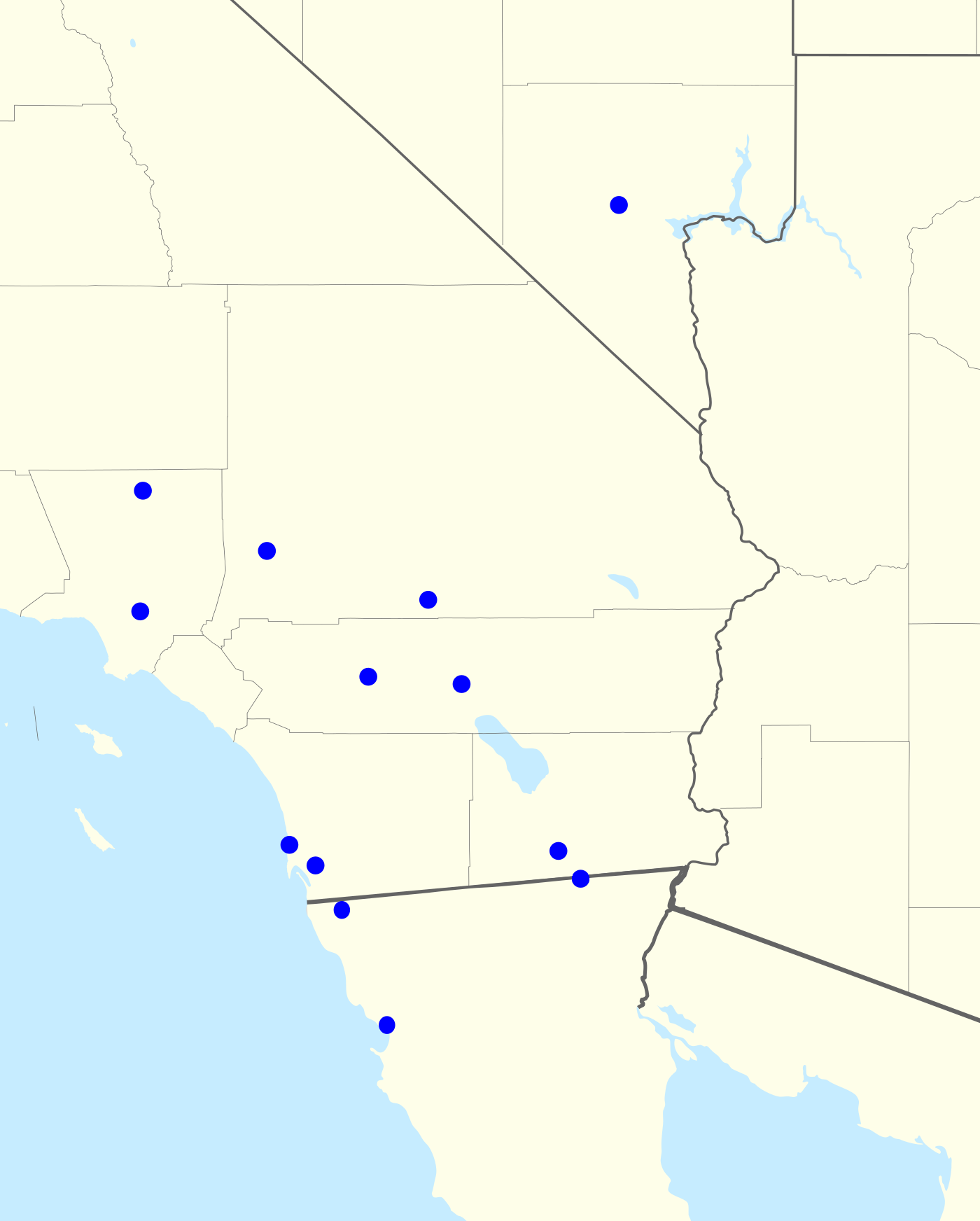
Карта радиостанций Chargers Radio Network.

Флагманской радиостанцией команды с 2020 года является лос-анджелесская KYSR 98.7 FM, предыдущие два года ею была KFI 640 AM. Радиовещательная команда Чарджерс состоит из комментатора Мэтт Смит и бывшего оффенсив лайнмена Ника Хардвика, в то время как второй ведущий KLSD Майк Коста является репортёром боковой линии. В прошлом игры команды освещали Джош Левин, Ральф Лоулер, Стью Нэхен, Том Келли, Ли Гамильтон, Дэн Роув, Тэд Лейтнер и Хэнк Бауэр (проработал аналитиком семнадцать сезонов (1998—2014), однако команда и тогдашняя флагманская станция KIOZ решили не продлевать его контракт, и с сезона 2015 года его заменил Конвей). С 2014 года Чарджерс также транслируют свои радиопередачи в официальном мобильном приложении для iOS и Android, а также на своем интернет-сайте.
С сезона 2020 года предсезонные игры транслируются телеканалом KCBS-TV; в Сан-Диего — KFMB. Как часть телевизионных сделок НФЛ, KCBS также показывает репортажи CBS по большей части игр Чарджерс против команд АФК.
Диктором всех домашних матчей Чарджерс на SoFi-стэдиум выступает диктор всех футбольных игр USC в Лос-Анджелесском Мемориальном Колизее Деннис Пакер. На этом посту он сменил легендарного диктора Брюса Бинковски, который впоследствии стал исполнительным директором игр Holiday (в 2020 и 2021 году будет отыгран на Дигнити Хелс Спортс Парк, в 2022 году — вернётся на Ацтек стэдиум) и Poinsettia Bowl (закрыто в 2016 году), которые Чарджерс отыгрывают в их бывшем доме, ныне несуществующем SDCCU стэдиум.
После возвращения клуба домой в 2017 году, команда стала бенефициаром политики планирования лиги. Медиарынок Лос-Анджелеса оказался поделён между «Чарджерс» и «Рэмс», из-за чего первые не могут играть домашние и дивизионные матчи против Денвер Бронкоз и Лас-Вегас Райдерс, или межконференциональные игры против представителей западного дивизиона НФК в 10:00 утра по тихоокеанскому времени. Также Чарджерс не могут играть с другими конференциями в то же время или по той же телесети, что и Рэмс. Из-за этого обе команды имеют меньше случаев переноса трансляций и больше прайм-таймовых игр, чем обычная команда НФЛ. Например, несмотря на результаты предыдущего сезона, Чарджерс получали диспропорционально высокое эфирное время в программах Sunday Night, Monday Night и/или Thursday Night. В случае, если Рэмс и Чарджерс будут играть в одно и тоже время в воскресенье днём на определённой сети, в Лос-Анджелесе общенациональные телесети Fox и CBS могут переносить дополнительную игру на свою дочернюю телестанцию (Fox — на KCOP-TV, CBS — на KCAL-TV). В 2020 году команда подписала многолетний контракт на показ предсезонных игр с KCBS-TV и KCAL-TV, которые заменили действовавшую три года сделку с KABC-TV.

### Англоязычные станции

#### Калифорния
| Город                        | Позывные  | Частота                                                                                             |
| ---------------------------- | --------- | --------------------------------------------------------------------------------------------------- |
| Лос-Анджелес                 | KYSR/KSRY | 98.7/103.1 FM (Транслирует два часа перед игрой, саму игру и постигровую программу 'Chargers Talk') |
| Лос-Анджелес                 | KYSR      | 98.7 HD2 (одновременная радиотрансляция KLAC в HD-формате, транслирует отдельные игры)              |
| Лос-Анджелес                 | KLAC      | 570 AM (второй филиал KYSR, транслирует отдельные игры)                                             |
| Сан-Диего                    | KGB-FM    | 101.5 FM                                                                                            |
| Сан-Диего                    | KLSD      | 1360 AM                                                                                             |
| Темекьюла/Внутренняя империя | KATY-FM   | 101.3 FM                                                                                            |
| Юкка-Валли                   | KNWH      | 1250 AM/103.7 FM                                                                                    |
| Палм-Спрингс                 | KNWQ      | 1140 AM/94.3 FM                                                                                     |
| Коачелла                     | KNWZ      | 970 AM/104.7 FM                                                                                     |
| Палмдейл/Ланкастер           | KAVL      | 610 AM                                                                                              |
| Викторвилл/Гесперия          | KMPS      | 910 AM                                                                                              |
| Империал Валли               | KXO-FM    | 107.5 FM                                                                                            |

#### Невада
| Город     | Позывные | Частота |
| --------- | -------- | ------- |
| Лас-Вегас | KKGK     | 1340 AM |

### Испаноязычные радиостанции

#### Калифорния
| Город              | Позывные  | Частота          |
| ------------------ | --------- | ---------------- |
| Лос-Анджелес/Оранж | KBUE/KBUA | 105.5 FM/94.3 FM |
| Сан-Диего/Тихуана  | XEXX-AM   | 1420 AM          |

#### Мексика
| Город    | Позывные | Частота |
| -------- | -------- | ------- |
| Мехикали | XEHG     | 1370 AM |
| Энсенада | XHEPF-FM | 89.1 FM |